# Ouragan Erika (1997)
Pour les articles homonymes, voir Cyclone tropical Erika.
L’ouragan Erika est l’ouragan le plus puissant et le plus long de la saison cyclonique 1997 dans l'océan Atlantique nord.

## Évolution météorologique
Une onde tropicale rejoint l'Atlantique le 31 août. Le 3 septembre, elle forme la dépression tropicale Six. S'intensifiant progressivement, elle est la tempête tropicale Erika dans la soirée. Malgré des conditions défavorables, Erika devient un ouragan tout en continuant à avancer vers l'ouest-nord-ouest et passe au Nord des Petites Antilles, puis tourne au nord, en réponse à la présence d'un creux barométrique sur l'ouest de l'Atlantique.
L'ouragan peut alors s'intensifier jusqu'à devenir le seul ouragan majeur de la saison, proche même de la catégorie 4. Puis la fraîcheur de l'océan et le cisaillement du vent ont raison d’Erika qui deviendra extratropicale le 15 septembre, après être passé au large des Açores.

## Impact
Bien qu'elle n'ait jamais touché terre, Erika amènera des conditions parfois difficiles au-dessus des Antilles. Puerto Rico sera l'île la plus affectée. Les vagues emporteront deux personnes. Les dommages sont évalués au total à environ 10 millions de dollars.
| S1 | A | B | C | D | 5 | E | F | G |

| D | T | 1 | 2 | 3 | 4 | 5 |